# سیارک ۱۰۹۲۸
سیارک ۱۰۹۲۸ (به انگلیسی: 10928 Caprara، نامگذاری:1998BW43) ده هزار و نهصد و بیست و هشتمین سیارک کشف شده‌است که در ۲۵ ژانویه ۱۹۹۸ کشف شد.
قدر مطلق سیارک برابر ۱۳٫۳۰ است.